# John McCoy
John Matthew McCoy (ur. 1950 w Huddersfield) – brytyjski basista rockowy, który najbardziej zasłynął ze spółki z Ianem Gillianem oraz z zespołem Mammoth. Pracował również z wieloma innymi zespołami.
Obecnie gra w brytyjskim trio rockowym Guy McCoy Torme, wraz z Gillanem / Ozzym, gitarzystą Berniem Torme i Bruce Dickinson perkusistą. Jest również znakomitym gitarzystą, perkusistą, akompaniował na trąbce, wiolonczeli i kontrabasie. Prawie tak dobrze znany jak jego muzyka jest jego wygląd: występuje zawsze w przyciemnianych okularach, co bardzo kontrastuje z jego łysiną oraz bujną brodą. Wraz z gitarzystami  Vicem Elmes, ZZebra oraz kolegą z koledżu Liamem Genockeyem na perkusji, McCoya można także usłyszeć grającego w intro znanego serialu z lat 70. Space 1999.

## Wcześniejsza Kariera
W 1960 roku, gdy miał 13 lat, podczas gdy uczył się jeszcze w szkole, McCoy zaczął grać jako gitarzysta w grupie "The Drovers". W 1966 roku zgłosił się jako gitarzysta do zespołu "Mamas Little Children" z ogłoszenia w gazecie Yorkshire Post. Zespół ten właśnie miał rozpocząć tournée po Niemczech. McCoy udał się na przesłuchanie tylko po to, by dowiedzieć się, że właśnie ktoś zajął jego stanowisko, ale nadal potrzebowano basisty. Wziął udział w przesłuchaniach na basie i dostał posadę. W 1968 roku został zmuszony do rezygnacji z gry w tym zespole, bo na przesłuchaniu podał fałszywy wiek. Po powrocie do Anglii udał się do Londynu, gdzie pracował jako muzyk sesyjny w zespole Clyde'a McPhattera (z bandu Billy Ward And His Dominoes i grupy wokalnej Drifters) w tournée po Wielkiej Brytanii.
W 1974, McCoy grał z londyńską grupą trash, gdzie gitarzystą był Bernie Torme. Chociaż Torme odszedł, tworząc swój własny zespół punkrockowy, obydwa zespoły zostały później połączone w zespole wokalisty Deep Purple Iana Gillana.
W dniu 18 lipca 2009 roku John był performerem w piecu hutniczym w Swindon Wiltshire w Anglii, występując w grupie GMT z Berniem Torme (legendarnym gitarzystą Formleyem, który grał z Gillanem i Ozzym Osbournem), Robinem Guyem (byłym perkusistą Dickinson Bruce, Iron Maiden i Faith No More)

## Kariera z Gillianem
W lipcu 1978 nastąpiła jazzrockowa fuzja zespołu Iana Gillana pod wpływem klawiszowca Colin Towns w kierunku twardych korzeni rocka. Towns zaczął pisać nowy materiał do którego zatrudnili sesyjnego perkusistę Liama, Genockeya McCoya i gitarzystę Richarda Bramptona, który został zastąpiony niemal od razu przez Steve'a Byrda – dawnego kolegę McCoya z ZZebra. W ciągu miesiąca od ich powstania zespół nagrał swój pierwszy album, Gillan i sprawili, że zadebiutowali na żywo na festiwalu Reading 16 sierpnia 1978 roku. Grupa najpierw nazywała się Ian Gillan Band, ale po odejściu od jazzrockowych brzmień przemianowali zespół na Gillan.

## Mammoth
Po Gillanie McCoy zwerbował sesyjnego perkusistę Vinniego "Tubby" Reeda, gitarzystę "Big Mac", Bakera i wokalistę Nicky Moor,e żeby założyć zespół początkowo pod nazwą Dinosaur. Nazwa była już w użyciu przez kalifornijski zespół, więc McCoy przemianowany ją na Mammoth. Nazwa była idealna, odnosiła się do dużego rozmiaru członków zespołu: McCoy waży 120 kg, Reed 140 kg, Baker 152 kg i 127 kg.
Zespół koncertował z Whitesnake i Marillion i został dobrze przyjęty przez fanów. Wydali jeden singiel "Fatman", i dwa albumy, XXXL i Larger And Live. W 1988 roku cały zespół pojawił się w filmie Just Ask For Diamond. Muzycznie, komercyjny sukces wymyka im się jednak i zespół ostatecznie rozpadł się w 1989 roku, McCoy od teraz staje się niezależny.